# Bocca

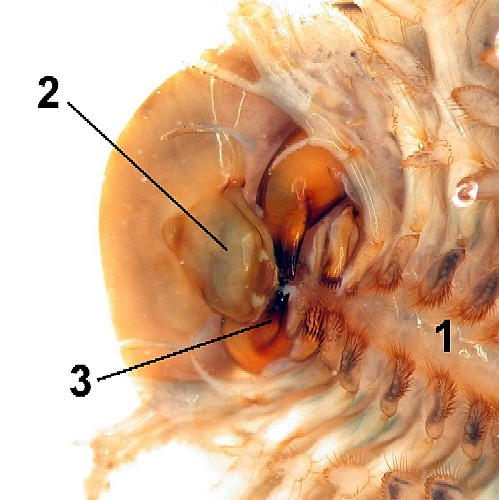
Apparato boccale di un Triops sp.: 1 - scanalatura ventrale; 2 - labrum (labbro superiore); 3 - mandibola

La bocca o cavo orale (lat. cavum oris) è l'orifizio attraverso cui gli animali si cibano. È sempre la prima parte dell'apparato digerente ed inizia con l'apertura boccale. Spesso con bocca si intende, a seconda degli ambiti dell'anatomia, animale, umana o comparata, non solo l'apertura, ma anche gli annessi, come l'intera cavità orale dei vertebrati o l'apparato boccale degli artropodi.

## Funzioni

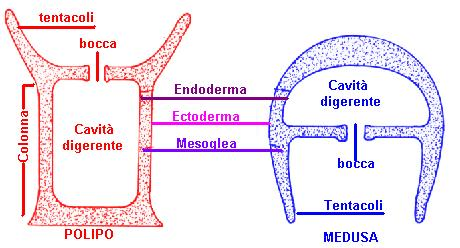
Negli aprocti, come i Cnidari, la bocca è l'unica apertura dell'apparato digerente

La bocca è sempre la prima parte dell'apparato digerente e l'apertura boccale può essere l'unica apertura di comunicazione con l'esterno. Gli organismi aprocti non terminano l'apparato digerente con l'ano, e la bocca assolve ad entrambe le funzioni di assunzione alimentare e di espulsione dell'indigerito.
La bocca può essere limitata alla sola apertura boccale come negli organismi più semplici, ad esempio i cnidari, eventualmente supportata da un sistema contrattile che ne permetta l'apertura e chiusura ma può evolvere fino ad un complesso apparato boccale, come negli artropodi. l'apparato boccale degli insetti ad esempio è un complesso insieme di appendici, articolate e associate all'apertura boccale.

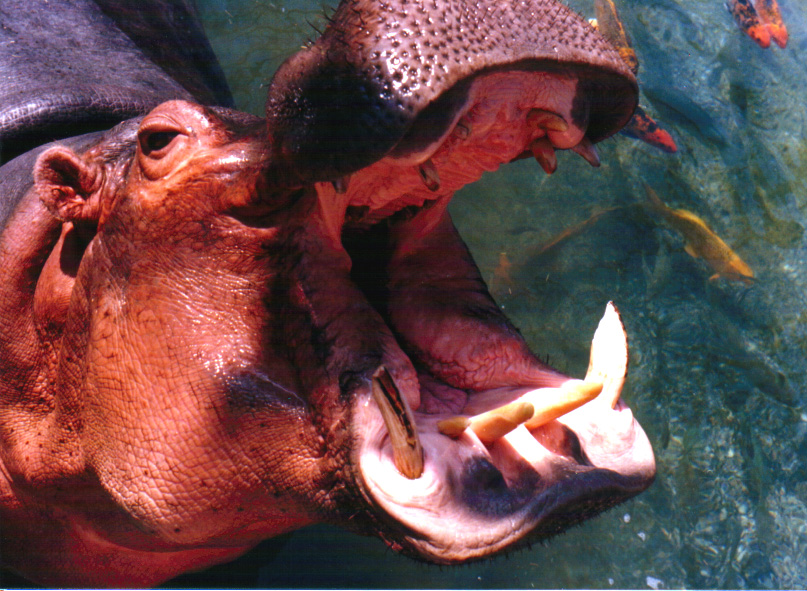
Le fauci di un ippopotamo.

Le funzioni della bocca, oltre all'assunzione ed espulsione del cibo possono comunque essere numerose.
In alcuni animali, fondamentalmente i tetrapodi, le vie aeree superiori convergono con l'apparato digerente, e la bocca, o cavità orale, è quindi coinvolta nella respirazione e nella fonazione.
Nei mammiferi, e quindi nell'uomo, forniti di dentatura specializzata, serve anche per la masticazione.

### La bocca umana
Nell'essere umano è definita in avanti dalle labbra, lateralmente dalle guance, posteriormente dalla faringe, superiormente dal palato, inferiormente da un pavimento muscolare, teso all'interno dell'arco formato dalla mandibola, o mascella inferiore.
Si può distinguere
- anteriormente il vestibolo, delimitato posteriormente dalle arcate dentali e dalle labbra
- la cavità orale vera e propria con inferiormente il solco sottolinguale, la quale a bocca chiusa è occupata interamente dalla lingua,
- la faringe, detta anche istmo delle fauci, individuata anteriormente da un piano passante lungo il margine posteriore del muscolo palato-faringeo.

### Anatomia macroscopica

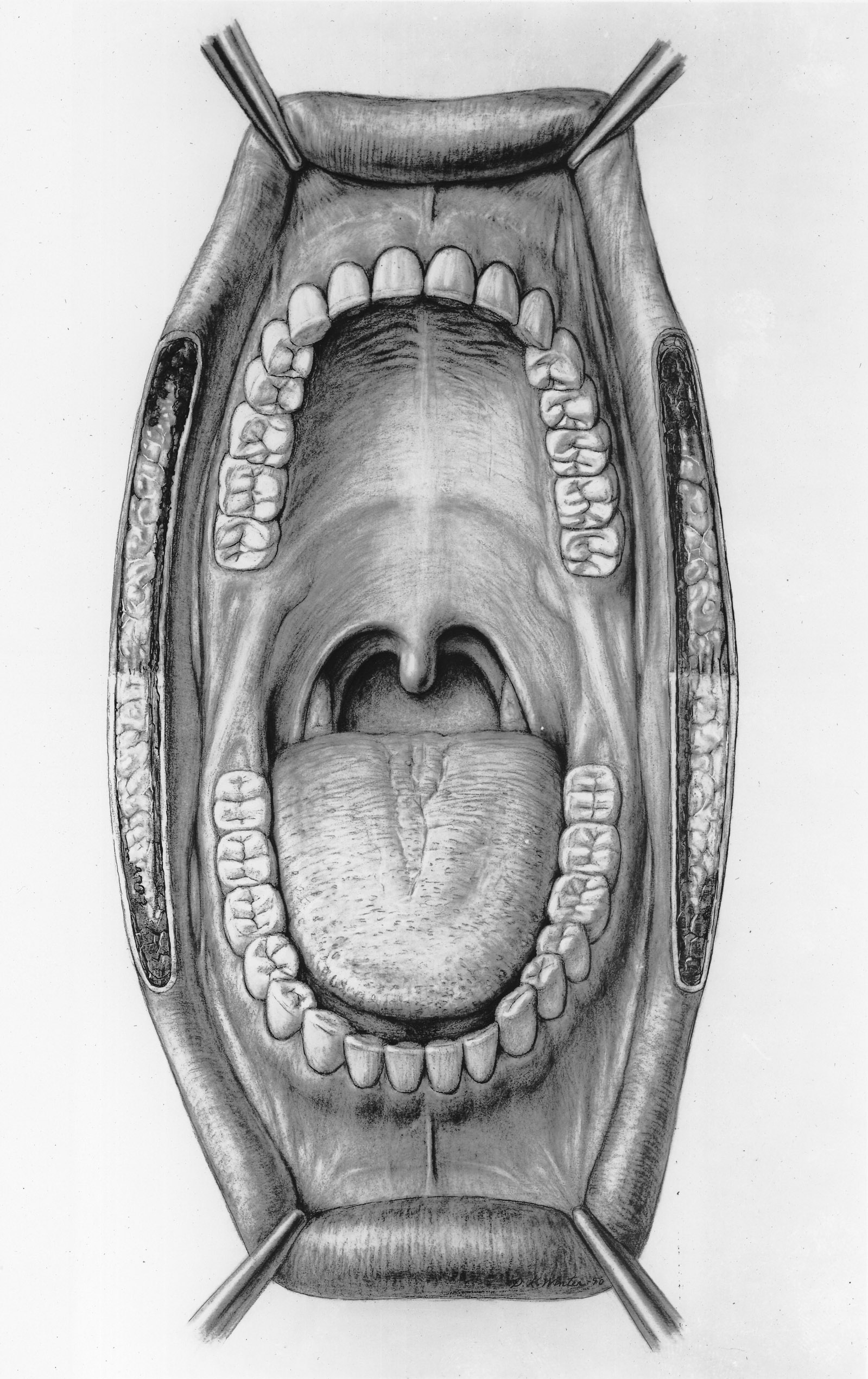
Bocca, visione panoramica da un'illustrazione anatomica.

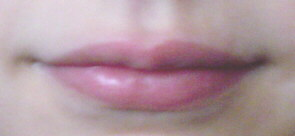
Labbra femminili, delimitano esteriormente l'apertura boccale.

#### Vestibolo
Presenta una forma a ferro di cavallo ed è la cavità delimitata da una parete esterna formata lateralmente della superficie mediale delle guance e anteriormente dalla superficie posteriore delle labbra e da una parete interna formata dal versante esterno delle arcate gengivo-dentaria superiore ed inferiore. La parete interna si continua in quella esterna a livello dei fornici vestibolari superiore e inferiore, a livello dei quali, sono sagittalmente localizzati i frenuli rispettivamente superiore e inferiore. Quando la mandibola è serrata, si osserva unicamente uno dei tre annessi orali: i denti.

#### Cavità boccale
È la cavità interna della bocca, racchiusa lateralmente e ventralmente dalle arcate gengivo-dentarie, superiormente dai processi palatini delle ossa mascellari e dall'osso palatino costituenti, nell'insieme il palato duro, dorsalmente al quale si ha palato molle di natura mucoso-muscolare; il pavimento presenta un epitelio pavimentoso pluristratificato non cheratinizzato da cui emerge la lingua, il secondo annesso orale di natura mucoso-muscolare. Dorsalmente si apre nell'istmo delle fauci. Nella cavità boccale avviene la triturazione dei cibi, il loro impasto con la saliva (prodotta da ghiandole salivari che riversano nel lume dell'organo il loro secreto) e la riduzione in una poltiglia definita bolo, che, tramite la deglutizione, verrà indirizzata al canale esofageo.

#### Istmo delle fauci
Rappresenta l'area di passaggio tra bocca e tratto orofaringeo della faringe; è formata da due strutture arcuate, che originano dal palato molle, definite arco anteriore (o palatoglosso, che si inserisce inferiormente alla base della lingua) ed arco posteriore (o palatofaringeo, con inserzione sullo scheletro fibroso della faringe) che si rastremano all'apice, in cui è individuabile l'ugola ed il velo palatino. Alla base degli archi è presente la tonsilla linguale; invece lungo i "montanti" degli archi, all'interno di cavità di forma triangolari, poste controlateralmente, si hanno le tonsille palatine. Queste tre strutture, insieme alle due tonsille tubariche, poste dorsalmente alle coane nasali, caudalmente agli orifizi che immettono nelle tube uditive ed alla tonsilla faringea posta nella porzione cranio-mediale della rinofaringe ed ai nuclei linfatici faringei, costituiscono un presidio linfatico immunitario chiamato anello di Waldeyer.

##### Strutture annesse alla cavità orale
Si distinguono in denti, lingua e ghiandole salivari.

#### Lingua
La lingua è un muscolo molto mobile, con la funzione di raccogliere il cibo ed aiutare a spingerlo nell'esofago attraverso la faringe. Sulla lingua si trovano le papille gustative, che ci permettono di sentire il gusto del cibo. Esistono diverse forme di papille gustative:
- circumvallate, formazioni rotondeggianti molto sporgenti disposte secondo una V nella parte posteriore della lingua: sono presenti in numero di circa 12-14; presentano un vallo profondo in cui sboccano i dotti delle ghiandole di von Ebner; inoltre, nell'epitelio delle papille circumvallate si trovano i calici gustativi;
- filiformi, piccole sporgenze filamentose, le più numerose sul dorso della lingua;
- fungiformi, più grosse rispetto alle altre e simili a funghi;
- foliate, costituite da laminette parallele sporgenti separate da solchi poste ai lati della lingua.

#### Ghiandole salivari
Producono la saliva: essa contiene una soluzione antibiotica, il lisozima, ed enzimi come la ptialina che rompe le molecole d'amido e le trasforma in zuccheri semplici.

#### Denti
I denti sono gli organi della masticazione, essi infatti triturano il cibo e, con l'aiuto della lingua e della saliva, lo riducono in piccoli frammenti. I "denti da latte" sono 20 e compaiono i primi mesi dopo la nascita (8 incisivi, 4 canini e 8 molari). I "denti definitivi" si completano intorno all'età di 20 anni. La "dentizione definitiva" è costituita da 32 denti: 8 incisivi, 4 canini, 8 premolari e 12 molari. I denti sono gli organi della masticazione e svolgono l'importante compito di frantumare il cibo. L'uomo, che è onnivoro, ha una dentatura formata da denti di vario tipo, adatti a masticare qualunque cibo. A seconda della forma, i denti svolgono azioni diverse.

### Fisiopatologia
Il carcinoma della bocca a livello globale rappresenta il 2% delle neoplasie maligne, con ampie variazioni regionali, legate agli stili di vita. In Italia presenta un'incidenza media di 4,0 nuovi casi all'anno ogni 100 000 abitanti (standardizzato per età), con un rapporto tra i due sessi di poco inferiore a 3:1. Il tasso di mortalità annuo è di 1,3 persone ogni 100 000 abitanti, ed anche in questo caso è di circa tre volte più alto tra gli uomini rispetto alle donne. Analizzando i dati degli anni passati (periodo 1986-1997), è possibile notare una tendenza al riavvicinamento nei dati di incidenza e mortalità tra uomini e donne, fino al raggiungimento del rapporto odierno di 3:1, mantenutosi stabile negli ultimi anni. Nel caso del labbro inferiore, sembra essere favorito dalla lunga esposizione al sole per le persone di pelle chiara, mentre per le localizzazioni della cavità orale, viene provocato per il 90% dei casi da abitudini tabagiche, etilismo e fattori legati all'alimentazione.